# バングラデシュ海軍艦艇一覧
バングラデシュ海軍艦艇一覧は、バングラデシュ人民共和国海軍が過去保有した、または現在保有する、または将来保有する予定の、未完成・計画中止を含めた歴代艦艇一覧である。
凡例

## 現有勢力（2024年時点）
- 国防予算：43億2,000万ドル[1]
- 海軍人員：2万5,000名[1]
- 艦船隻数：85隻（排水量20t以上）[1]

潜水艦×2
フリゲート×8
コルベット×6
哨戒艦×6
ミサイル艇×8
高速艇×4
哨戒艇×16
戦車揚陸艦×1
揚陸艇×21
掃海艇×5
測量艦×2
測量艇×2
給油艦×2
救難母艇×1
航洋曳船×1
- 航空機数：6機

艦載ヘリコプター×2、陸上固定翼機×4
- コースト・ガード：船艇35隻[1]

## 艦艇一覧（近代海軍）

### 水上戦闘艦

#### フリゲート
- 旧・英『61』型 - 1隻

『ウマル・ファルーク』（F-16 Umar Farooq） ※ 旧・『ランダフ』（Llandaff）
- 旧・英『41』型 - 2隻

（F-15 Abu Bakr） ※ 旧・『（Lynx）』
（F-17 Ali Haider） ※ 旧・『（Jaguar）』
- 旧・中 『江滬-II』型 - 1隻（1隻計画中止）

『オスマン』（F-18 Osman） ※ 旧・『湘潭』（Xiangtan）
- 韓 『蔚山』改型 - 1隻

『ハーリド・ビン・ワリード』（F-25 Khalid Bin Walid）
- 旧・米 『ハミルトン』級 - 2隻[1]

『サムドロ・ジョイ』（F-28 Somudro Joy） ※ 旧・『ジャーヴィス（Jarvis）』
『サムドラ・アヴィジャン』（F-28 Somudra Avijan） ※ 旧・『ラッシュ（Rush）』
- 旧・中 『江衛-II』型 - 2隻[2]

『ウマル・ファルーク』（Umar Farooq）
『アブ・ウバイダ』（Abu Ubaidah）

### 潜水艦

#### 通常動力型潜水艦
第二次世界大戦以降の潜水艦
- 旧・中『明』型 - 2隻[1][3]

『ナバジャトラ』（Nabazhatra） ※ 旧・『356号』
『ジョイジャトラ』（Zhoizhatra） ※ 旧・『357号』

### 機雷戦艦艇

#### 掃海艦艇
掃海艦・航洋掃海艇
- ソ『T-43』型 - 1隻

（M-91 Sagar）
沿岸掃海艇
- 旧・英『リバー』型 - 4隻

（M-95 Shapla） ※ 旧・『（Waveney）』
（M-96 Shaikat） ※ 旧・『（Carron）』
（M-97 Surovi） ※ 旧・『（Dovey）』
（M-98 Shaibal） ※ 旧・『（Helford）』

### 両用戦艦艇

#### 揚陸艦艇
戦車揚陸艇 （LCT ）
- 中『Yuchai』型 - 4隻

LCT-101（A-584）、102（A-585）、103（A-586）、104（A-587）
中型揚陸艇 （LCM ）
- 旧・米『LCM (8)』型 - 4隻

汎用揚陸艇 （LCU ）
- 旧・米『LCU-1466』型 - 2隻

（L-901 Shah Poran） ※ 旧・『（Cerro Gordo）』
（L-902 Shah Makhdum） ※ 旧・『（Cadgel）』
- 中『Yuchai』型 - 6隻

（A-581 Darshak）、（A-582 Tallashi）、L-101（A-584）、102（A-585）、103（A-586）、104（A-587）
車両兵員揚陸艇 （LCVP ）
- 国産型 - 3隻

LCVP-011、012、013

#### その他
揚陸艇母艦 （LSL ）
- （L-900 Shahamanat） - 1隻

### 哨戒艦艇

#### 哨戒・警備艦艇
哨戒艇
- Pabna級 - 5隻[4] ※ 河用哨戒艇

（P-101 Pabna）、（P-102 Noakhali）、（P-103 Patuakhali）、（P-104 Bogra）、（P-105 Rangamati）
- ソ『Poluchat』級 - 1隻

P-104
- 旧・印『Akshay』級 - 2隻

（P-312 Padma） ※ 旧・『（Akshay）』
（P-313 Surma） ※ 旧・『（Ajay）』
- 旧・ユ『Kraljevica』級 - 2隻

（P-314 Karnaphuli） ※ 旧・『PBR-502』
（P-315 Tista） ※ 旧・『PBR-505』
- 旧・パ『リバー』級 - 1隻

（P-201 Bishkali） ※ 旧・『（Jessore）』
- （Shamjala） - 1隻

- 中『上海-II』型 - 8隻[5]

（P-411 Shaheed Daulat）、（P-412 Shaheed Farid）、（P-413 Shaheed Mohibullah）、（P-414 Shaheed Akhtaruddin）、（P-611 Tawheed）、（P-612 Tawfiq）、（P-613 Tamjeed）、（P-614 Tanveer）
- 中『Hainan』型 - 2隻

（P-811 Durjoy）、（P-812 Nirbhoy）
- （Shah Jalal） - 1隻 ※ 旧・泰漁船『Gold-4』

- 中『Haizhui』型 - 1隻

（P-711 Barkat）
- 旧・英『アイランド』型 - 5隻

（P-912 Kapatakhaya） ※ 旧・『（P-298 Shetland）』
（P-913 Karatoa） ※ 旧・『（P-278 Alderney）』
（P-914 Gomati） ※ 旧・『（P-277 Anglesey）』
（P-713 Sangu） ※ 旧・『（P-297 Guernsey）』
（P-714 Turag） ※ 旧・『（P-300 Lindisfarne）』
- （P-911 Madhumati） - 1隻 ※ 韓国製

- （P-712 Salam） - 1隻 ※ 元・『P-8127』

- Meghna級 - 2隻

（P-211 Meghina）、（P-212 Jamuna）

#### 高速戦闘艇
魚雷艇
- 中『P-4』型 - 4隻

TB-1（T-8221）、2（T-8222）、3（T-8223）、4（T-8224）
- 中『Huchuan』型 - 4隻

TB-35（T-8235）、36（T-8236）、37（T-8237）、38（T-8238）
ミサイル艇
- 中『Hegu』型 - 5隻

（P-8111 Durbar）、（P-8112 Duranta）、（P-8113 Durvedya）、（P-8114 Durdam）、（P-8141 Uttal）
- 中『Huangfen』型 - 5隻[6]

（P-8125 Durdharsha）、（P-8126 Durdanta）、（P-8127 Durnibar）、（P-8128 Dordanda）、（P-8131 Anirman）

### 補助艦艇

#### 補給艦艇
補給艦
- （A-513 Shahjalal） - 1隻

給油艦・油槽船
- （A-515 Khan Jahan Ali） - 1隻
- （A-516 Imam Gazzali） - 1隻

#### 支援艦艇
工作艦
- （A-512 Shahayak） - 1隻

#### 練習艦艇
練習艦
- 旧・英『Island』型 - 2隻

（A-511 Shaheed Ruhul Amin） ※ 旧・『（P-295 Jersey）』
※ 旧・『（Orkney）』
宿泊船
- （A-514 Shaheed Salahuddin） - 1隻

#### その他
測量艦・調査船
- （A-583 Agradoot） - 1隻 ※ 旧・泰トローラー船『（Kodan）』

測量艇・調査艇
- （A-513 Ahahjalal） - 1隻

- 中『Yuchin』型 - 2隻

（A-581 Darshak）、（A-582 Talleshi）
航洋曳船
- 中『Dinghai』型 - 1隻

（A-721 Khadem）
- Sebak級 - 3隻

（A-722 Sebak）、（A-723 Rupsha）、（A-724 Shibsha）
クレーン船
- （A-731 Balaban） - 1隻

浮ドック
- （A-701 Sundarban） - 1隻

その他
- 5-meter Aluminum Workboat - 5隻

- 7-meter Aluminum Worlboat - 3隻

- Sectional Pontoon - 7隻

- Harbour Craft - 2隻

MFV-55、66
- Buoy Tender - 1隻

（Malancha）、
- General Purpose Harbor Tender - 2隻

（Sanket）、
MFV-66 ※ 旧・泰漁船

### コーストガード

#### 警備救難業務用船艇
巡視艇
- 『HDP-600』型 - 1隻

（P-911 Madhumati）
- 中『上海-II』型 - 1隻

（P-61 Tawheed）
- （P-201 Ruposhi Bangla） - 1隻 ※ 香港製

- 旧・韓『Sea Dolphin』型 - 4隻

（P-1011 Titas）、（P-1012 Kusiyara）、（P-1013 Chitra）、（P-1014 Dhansiri）
- Pabna級 - 1隻 ※ 河用哨戒艇

（Pabna）